# Marsupenaeus japonicus
Marsupenaeus japonicus är en kräftdjursart som först beskrevs av Charles Spence Bate 1888.  Marsupenaeus japonicus ingår i släktet Marsupenaeus och familjen Penaeidae. Inga underarter finns listade i Catalogue of Life.

## Bildgalleri

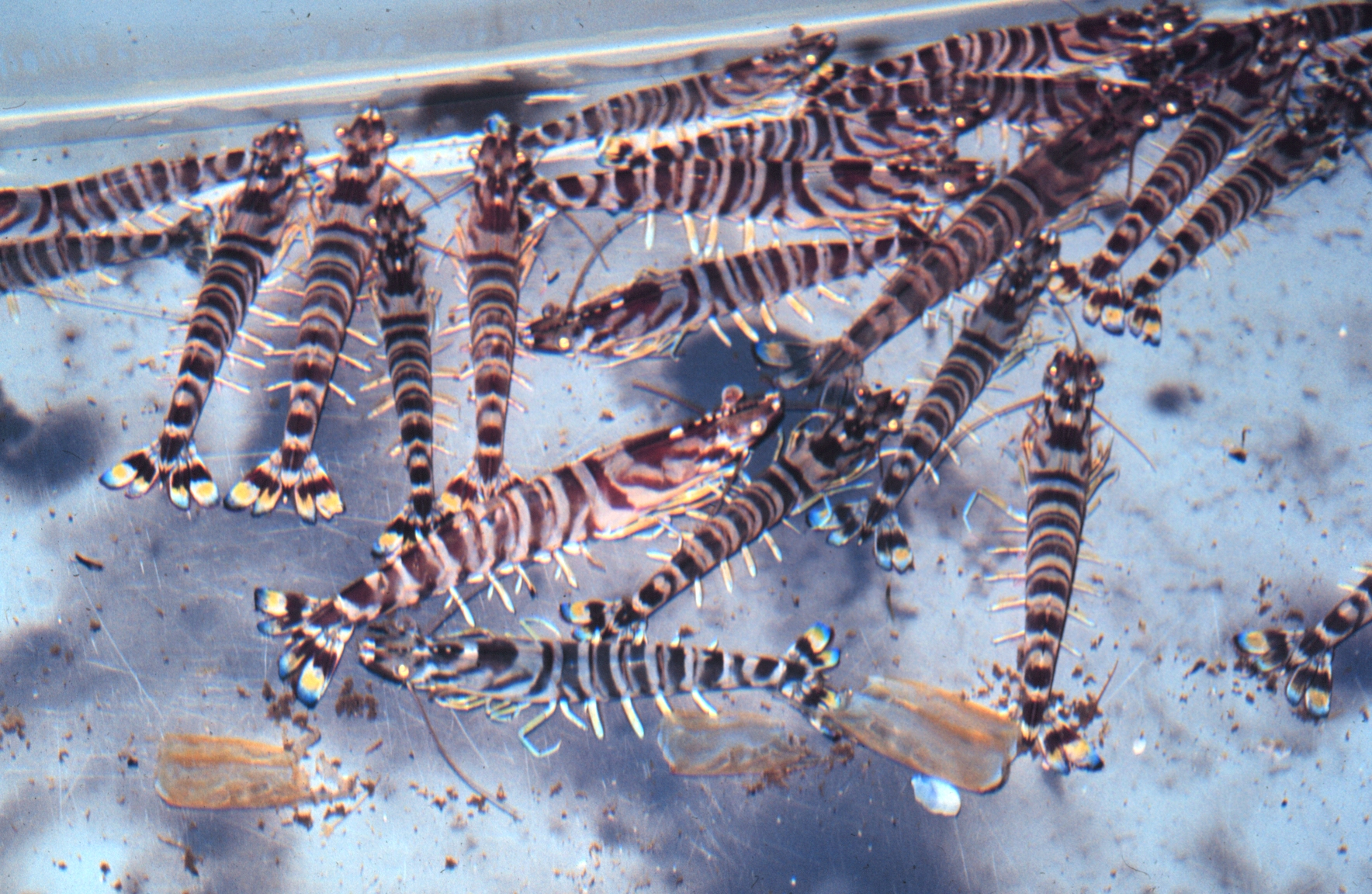